# 화이트 코크
화이트 코크(White Coke, 러시아어: Бесцветная кока-кола Bestsvetnaya koka-kola[*])는 소비에트 연방원수 게오르기 주코프의 요청으로 1940년대에 생산된 클리어 콜라 형태의 코카콜라였다. 다른 클리어 콜라와 마찬가지로, 카라멜 색소가 없어도 원래의 맛은 거의 변하지 않았다.

## 역사

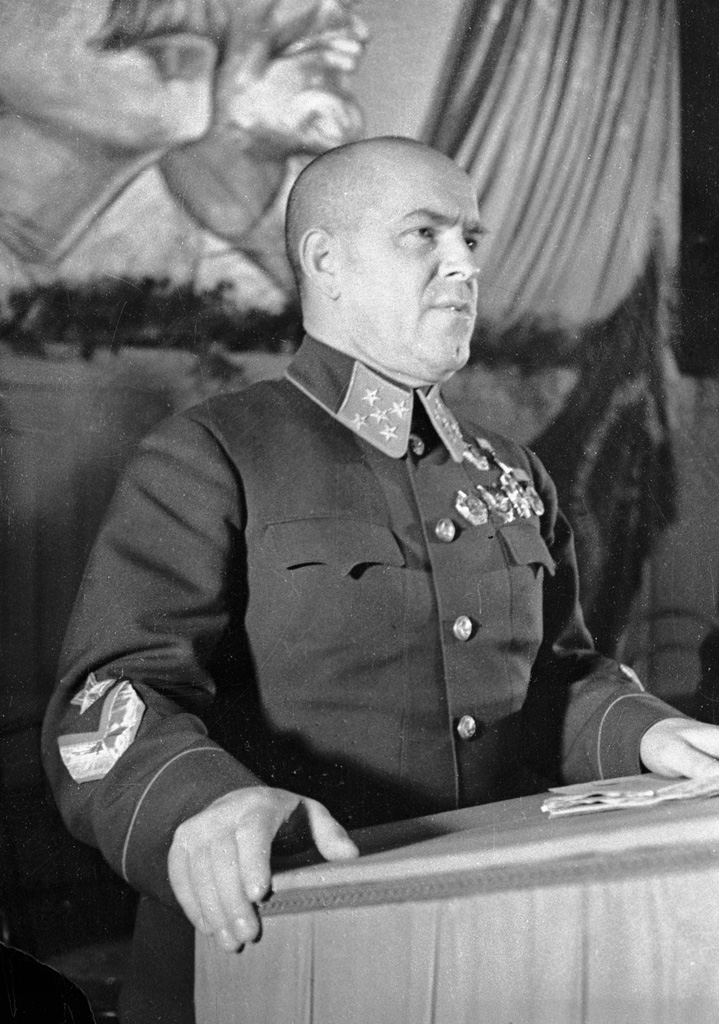
주코프 원수(사진은 장군 휘장을 달고 있다)는 무색의 무라벨 코카콜라를 요청했으며, 이것은 나중에 "화이트 코크"로 알려지게 되었다.

주코프는 제2차 세계 대전 중 또는 직후 서유럽의 동료이자 이 음료의 팬이기도 했던 드와이트 D. 아이젠하워를 통해 코카콜라를 접하게 되었다.
코카콜라가 소련에서 미국 제국주의의 상징으로 여겨졌기 때문에, 주코프는 그러한 제품을 소비하는 모습이 사진에 찍히거나 보도되는 것을 꺼린 것으로 보인다.
언론인 톰 스탠디지에 따르면, 확증할 수 있는 출처는 없지만, 주코프는 나중에 코카콜라를 보드카처럼 보이도록 제조하고 포장할 수 있는지 물었다고 한다.
주코프 원수는 이 문의를 연합군 점령하 오스트리아의 미국 부문 사령관인 마크 웨인 클라크 장군을 통해 한 것으로 알려졌으며, 클라크 장군은 이 요청을 해리 S. 트루먼 미국 대통령에게 전달했다. 대통령의 참모진은 코카콜라 수출 법인 이사회 의장인 제임스 팔리에게 연락했다. 당시 팔리는 오스트리아를 포함한 동남유럽에 38개의 코카콜라 공장을 설립하는 것을 감독하고 있었다. 팔리는 주코프의 특별 주문을 코카콜라 컴퍼니의 기술 감독관인 믈라딘 자루비카에게 위임했다. 그는 1946년에 오스트리아로 파견되어 대규모 병입 공장 설립을 감독했다. 자루비카는 코카콜라에서 색소를 제거할 수 있는 화학자를 찾았다.
무색 코카콜라는 중간에 붉은 별이 있는 흰색 병뚜껑과 함께 투명한 유리병에 담겼다. 병과 뚜껑은 브뤼셀에 있는 크라운 코드 앤드 실 컴퍼니(Crown Cork and Seal Company)에서 생산되었다. 화이트 코크의 첫 선적은 50 케이스로 이루어졌다.
코카콜라 컴퍼니에게 특이한 결과 중 하나는 당시 오스트리아 점령 세력에 의해 부과된 규제가 완화되었다는 점이었다. 코카콜라 공급품과 제품은 람바흐 병입 공장과 빈 창고 사이를 운송되는 동안 소련 점령 지역을 통과해야 했다. 소련 지역으로 들어가는 모든 물품은 일반적으로 당국의 승인을 받는 데 몇 주가 걸렸지만, 코카콜라 선적은 한 번도 중단되지 않았다.

## 같이 보기
- 코카콜라 클리어
- 크리스탈 펩시
- 탭 클리어